# Petershagen/Eggersdorf
Petershagen/Eggersdorf – gmina w Niemczech w kraju związkowym Brandenburgia, w powiecie Märkisch-Oderland.
W gminie znajduje się przystanek kolejowy Petershagen Nord.

## Współpraca
Miejscowości partnerskie:
- Bogdaniec, Polska
- Petershagen, Nadrenia Północna-Westfalia
- Westheim (Pfalz), Nadrenia-Palatynat